# Maltees kenteken

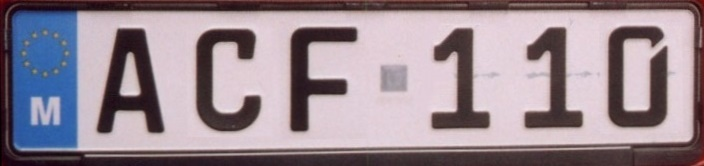
Kenteken van een privéauto

Een Maltees kenteken is een kenteken van een voertuig uit Malta.
De kentekenplaat bestaat doorgaans uit drie letters en drie cijfers die zwart zijn op een witte achtergrond. De EU-vlag en de letter "M" zijn aan de linkerkant van het bord geplaatst. De vlag toont 12 gouden sterren in een cirkel, met de letter "M" in het wit eronder, allemaal op een blauwe achtergrond. Het gebruikte lettertype is FE-Schrift.
De eerste letter van het kenteken van een privéauto geeft aan in welke maand het jaarlijkse belastingschijfje moet worden vernieuwd.
| Maand     |   |   |   |
| --------- | - | - | - |
| Januari   | A | M | Y |
| Februari  | B | N | Z |
| Maart     | C | O |   |
| April     | D | P |   |
| Mei       | E | Q |   |
| Juni      | F | R |   |
| Juli      | G | S |   |
| Augustus  | H | T |   |
| September | I | U |   |
| Oktober   | J | V |   |
| November  | K | W |   |
| December  | L | X |   |

## Bijzondere kentekens

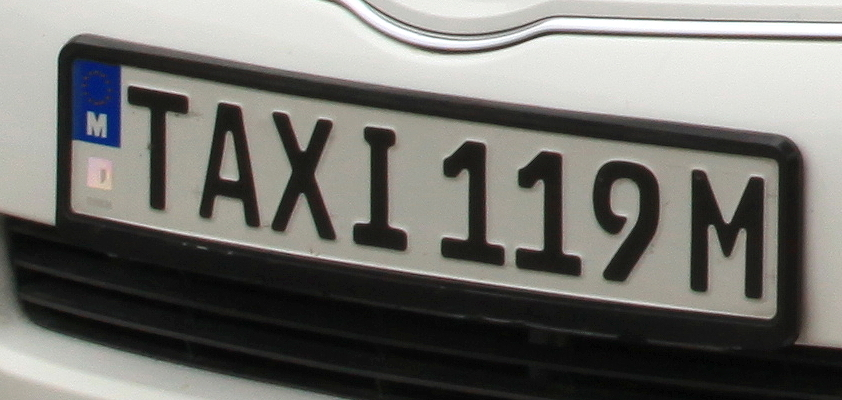
Kenteken van een taxi

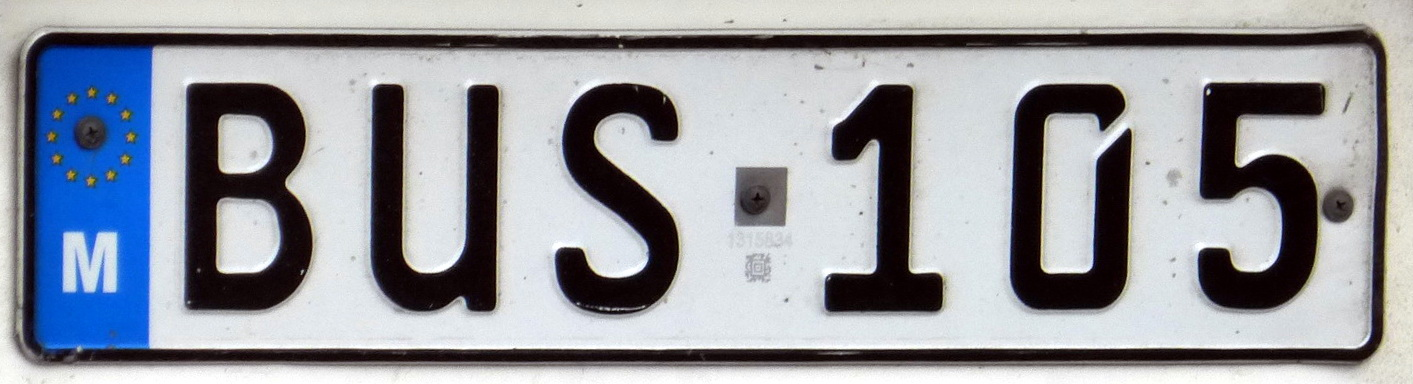
Kenteken van een lijnbus

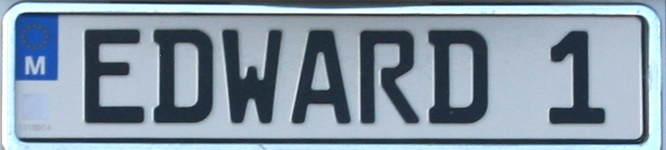
Gepersonaliseerd kenteken

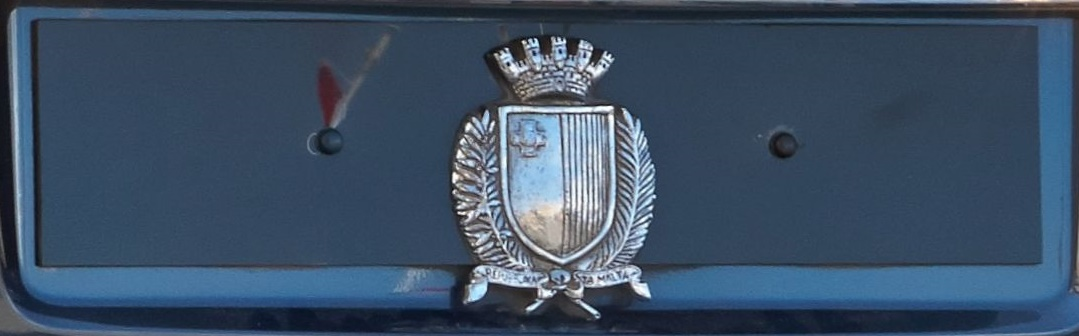
Kenteken van het staatshoofd

Taxi’s hebben een kenteken in het formaat TAXI 999 X, waarbij 999 voor drie cijfers staat. De laatste letter staat voor het eiland waar de taxi rijdt, een M voor Malta en een G voor Gozo.
Lijnbussen hebben een kenteken in het formaat BUS 999.
Gepersonaliseerde kentekens kunnen worden aangevraagd, en deze mogen niet meer dan negen tekens bevatten.
De president, de premier en de aartsbisschop zijn vrijgesteld van kentekenplaten en brengen in plaats daarvan hun eigen emblemen aan.